# Ludwig Georg Courvoisier
Pour les articles homonymes, voir Courvoisier.
Ludwig Georg Courvoisier (né à Bâle le 10 novembre 1843 et mort le 8 avril 1918 dans la même ville est un chirurgien suisse originaire de Bâle. Il est l'un des premiers médecins à retirer les calculs biliaires du canal cholédoque.

## Biographie
Ludwig Georg Courvoisier naît à Bâle, fils de Georg Courvoisier, commerçant, et de Mary Lowndes, d'origine galloise. Il fait ses études de médecine à l'université de Bâle où il obtient son diplôme en 1868. Il est chirurgien à l'hôpital des diaconesses de Riehen (1871-1918), puis privatdozent (1880), professeur extraordinaire (1888) et professeur ordinaire (1900) de chirurgie à l'université de Bâle. Il est député au Grand Conseil du canton de Bâle-Ville. Il épouse Leopoldine Sachs, originaire de Karlsruhe.

### Médecine
En 1890, Courvoisier publie Casuistisch-statistische Beiträge zur Pathologie und Chirurgie der Gallenwege, un manuel de chirurgie biliaire dans lequel il introduit le signe médical connu sous le nom de signe de Courvoisier-Terrier.

### Entomologie
Ludwig Courvoisier est un lépidoptériste amateur, spécialiste des Lycaenidae.

## Publications
- de Casuistisch-statistische Beiträge zur Pathologie und Chirurgie der Gallenwege.
- 1910. Uebersicht über die um Basel gefundenen Lycaeniden. Verh. naturel. Gès. Bâle 21 : 153-164.
- 1910. Entdeckungsreisen und kritische Spaziergänge ins Gebiet der Lycaeniden. Entomologische Zeitschrift 23 (18) : 92-94.
- 1912. Javanische Lycaeniden gesammelt von Edw. Jacobson. Tijdschr. Ent. 55 : 15-19.
- 1912. Ueber Zeichnungs-Aberrationen bei Lycaeniden. Deut. ent. Zeit. [Iris] 26, pp. [38-65, pls 4,5]
- 1916. Über Männchenschuppen bei Lycaeniden Verh. naturel. Gès. Bâle 26, pp. [11-48, 2 pls]
- 1920. Zur Synonymie des Genus Lycaena. Deutsche Entomologische Zeitschrift (Iris) [1914] 28 : 143-176 ; [1920] 34 : 230-262.